# Holme Å
Holme Å är ett vattendrag på Jylland i Danmark. Ån ligger i Region Syddanmark. Holme Å försörjer den kostgjorda sjön Karlsgarde Sø med vatten.
Holme Å är cirka 40 km lång och ett tillopp till Varde Å. En del av flödet leds via ett överfallsvärn och en kanal till före detta kraftverksdammen Karlsgårde Sø. Det är svårt för havsöring och lax att vandra upp i Holme å, men det skall åtgärdas i ett 20-miljonersprojekt för återställning av ån.